# Panônia Prima
Panônia Prima ou Panônia I foi uma província romana tardia criada em 296 durante a reforma administrativa do imperador Diocleciano (r. 284-305). Ela antes era parte da província da Panônia Superior e a transição para a nova configuração completou-se no reinado de Constantino. De acordo com a Notitia Dignitatum, a Panônia Prima era governada por um praeses.

## Geografia
A Panônia Prima incluía partes da moderna Hungria, Áustria, Croácia, Eslovênia e Eslováquia. A capital era a cidade de Savaria (moderna Szombathely), uma cidade fundada durante o reinado de Cláudio e localizada numa importante encruzilhada entre a Rota do Âmbar, que ligava a Itália com a região da Hungria, e uma outra estrada que ligava Augusta dos Tréveros (atual Tréveris) e Sírmio. Outras importantes cidades da região eram Vindobona (Viena) e Escarbância (Sopron). A cidade de Sírmio, na Panônia Secunda, era também a capital da Diocese da Panônia, que incluía além das quatro províncias panônias, a Dalmácia e a Nórica.
As outras três províncias panônias eram a Panônia Sávia (que também fora parte da Panônia Superior) e as duas subdivisões da Panônia Inferior, a Panônia Secunda e a Panônia Valéria. A Panônia Prima fazia fronteira para o oeste com os Alpes, que se estendem do Danúbio até o Adriático, na Nórica. Ao norte estava o Danúbio e no sul, o rio Drava. No oriente, estava separada da Valéria por uma linha norte-sul desenhada arbitrariamente e que tangenciava a ponta oriental do Lago Pelsão (Lago Balaton). Na outra ponta estava o forte de Valco (moderna Fenékpuszta), perto da estrada que ligava Sírmio e Sabaria, um poderoso centro dos latifúndios imperiais da época de Constantino. A única fronteira externa da Panônia Prima era o Danúbio, que era facilmente defensável; por isso, havia ali poucos fortes.

## Declínio e queda
O imperador Graciano (r. 367-383) iniciou uma política de assentamento de tribos hunas como federados na Panônia e, a partir de 375, o dinheiro romano deixou de circular em toda a Panônia ao norte do Drava, incluindo a Panônia Prima, o que indica que a influência romana já havia desaparecido completamente na região na época. Os federados, juntamente com os bárbaros visigodos e hunos, passaram a atacar a região e a situação na Panônia foi descrita por Claudiano como um "cerco contínuo" em 399. A Panônia Prima resistiu sob o comando de Generido, mas acabou no final sendo assimilada ao território huno em 427. Roma jamais retomaria o controle desta região, que, todavia, permaneceu como uma permaneceu como uma província romana nominalmente até a Batalha de Mons Lactarius, quando caiu o Reino Ostrogótico em 553.